# Off the Hook
Off the Hook es un programa de radio orientado al hacking, presentado por Emmanuel Goldstein, el cual se enfoca en las implicaciones sociales de las tecnologías de la información y en las leyes que regulan cómo las personas usan las tecnologías de la información. Sale al aire los miércoles a las 7:00 p. m. Tiempo del Este en Nueva York en la estación de WBAI 99.5 FM en la radio comunitaria. Es también transmitida simultáneamente en línea en formato MP3, y se retransmite en otras estaciones de radio, y las hicieron disponibles como podcast (mucho antes de que ese término existiera).

## Historia

### Estreno
Off the Hook salió al aire por primera vez el jueves 7 de octubre de 1988. Originalmente debutó el viernes 12 de agosto de 1988, pero un incendio en el piso de la transmisión del radio en Edificio Empire State forzó el aplazamiento.

### Eventos notables
Algunos eventos notables en la historia del programa incluyen:
- El 30 de noviembre de 1999, la periodista Amy Goodman reportó en vivo desde manifestaciones contra la cumbre de la OMC en Seattle, mientras que la policía se le acercaba varias veces y le lanzaba aerosol de pimienta.
- En una broma en 2008 en el día de las bromas de abril, el equipo falsificó un hack en el sitio web de la campaña de Barack Obama.[4]
- En una broma en 2009 en el día de las bromas de abril, el programa anunció un fin e iba a ser reemplazado por una nueva estación con música Country. En lugar de la introducción del programa, empezó con un aparente cierre del programa seguido de una introducción de la "nueva estación de radio de Nueva York" junto con un maratón de 10000 canciones para celebrar el nacimiento de "Country 99.5".[5][6] Durante 17 minutos WBAI transmitió una estación de música country en toda el área metropolitana de Nueva York.[6]

### Posible Cierre
El 13 de noviembre de 2012, se anunció que posiblemente "Off the Hook" iba a cerrar debido a la frustración de "2600"' con WBAI, así como las dificultades de acceder al estudio y los recursos en el despertar del Huracán Sandy. Sin embargo, nuevos episodios han continuado al aire en WBAI.

## Formato del programa
Después de una presentación rápida de los panelistas e invitados, el programa de radio normalmente inicia con un reporte y una discusión de las noticias más interesantes de la semana pasada, de temas sobre hackers, tecnología, y activistas. Algunas veces, también incluye una entrevista con invitados externos.

### Contribuciones de los oyentes
Al final del programa, Goldstein a menudo lee los correos electrónicos y/o contesta llamadas de los oyentes.
En las llamadas de los oyentes muchas personas comentan para reportar sus propias noticias y hacen preguntas sobre temas previamente discutidos. Las llamadas son tomadas de una manera sin filtrar, y son seleccionados al azar para ponerlos inmediatamente al aire (aunque hay un retraso de 7 segundos). El programa no utiliza productor para validar las llamadas antes de ponerlos al aire. Aun así, no es poco común que las personas que llaman hablen fuera de tema, o busquen ayudan por un problema que está relacionado con la informática, posiblemente confundiendo Off the Hook por el siguiente programa en WBAI, The Personal Computer Show. Tampoco es poco común que las personas que llaman cuelguen o abandonen la llamada.
Desde que el programa tiene una audiencia internacional, como se transmite en Internet y cubre varios temas de interés internacional, muchas llamadas vienen de otros países además de EUA.

## Personalidades
Muchos individuos, de la comunidad de hackers, activistas, seguridad informática, etc., han jugado varios roles activos o han aparecido en el programa en los últimos años.
Emmanuel Goldstein ha presentado el programa desde el inicio.
| La alineación actual del programa: |                                                         |                                                  |
| - Bernie S - [dot]Ret              | - Jim Vichench, a.k.a. "Red Balaclava" - Mike Castleman | - Redhackt - Rob Vincent, a.k.a. "Rob T Firefly" |

| Los panelistas regulares anteriores: |                           |                                                          |
| - Arseny - Gus - Izaac Falken        | - Juintz - Leo - notKevin | - Mark Abene, a.k.a. "Phiber Optik" - Redbird - volt4ire |

| Otros invitados que regresan ocasionalmente o que solo han ido una vez:          |                                                                       |                                                                         |
| - Bicyclemark - Birgitta Jónsdóttir - Bre Pettis - Dan Kaminsky - Julian Assange | - Kevin Mitnick - Lazlow Jones - LexIcon - Mitch Altman - Negativland | - RenderMan - Rop Gonggrijp - Steven Rambam - Tiffany Rad - The Yes Men |